# 17º Reggimento addestramento volontari "Acqui"
Il 17º Reggimento addestramento volontari "Acqui" (17º RAV "Acqui") dell'Esercito Italiano ha sede a Capua ed è inquadrato nel Raggruppamento unità addestrative. Trae origine dal Reggimento Desportes sabaudo formato nel 1703 e, con vari cambi di nome, in seguito prese parte alla prima e seconda guerra d'indipendenza, alla guerra di Crimea e alla prima e seconda guerra mondiale. L'8 settembre 1943, giorno dell'annuncio dell'armistizio di Cassibile, il Reggimento si trovava con compiti di presidio nell'isola di Cefalonia inquadrato nella 33ª Divisione fanteria "Acqui" che decise di resistere al disarmo ordinato dalle truppe tedesche. In seguito ai combattimenti il 17º fanteria venne coinvolto nell'eccidio di Cefalonia e venne sciolto il 25 settembre, tornando nuovamente in vita nel 1948.

## Storia

### Le origini
Il 17º Reggimento fanteria "Acqui" discende dal Reggimento Desportes formato nel 1703 nel Regno di Sardegna. Con vari cambi di nome l'unità arrivó nel 1796 a combattere la campagna d'Italia contro Napoleone Bonaparte con il nome di "Reggimento di Alessandria", venendo poi sciolto nel 1798 dal giuramento al sovrano Carlo Emanuele IV di Savoia. Nel 1814, ricostituito il Regno di Sardegna, venne riformato come Reggimento di "Alessandria", diventando poi l'anno successivo Brigata di "Alessandria", sciolta il 31 maggio 1821 per aver partecipato ai moti costituzionali piemontesi. Il personale della Brigata venne inserito nel III Battaglione provvisorio di linea, da dicembre in organico alla nuova Brigata Acqui. Nel tempo si susseguirono vari nomi fino a diventare nel 1831 "1º Reggimento (Brigata Acqui)" e nel 1881 17º Reggimento Fanteria (Brigata Acqui).

### Nel Risorgimento
Il 17º Reggimento fanteria prese parte alla prima guerra d'indipendenza italiana (battaglie di Santa Lucia e Goito) e alla seconda (battaglie di Novara ove meritò la medaglia d'argento al valor militare, Magenta e San Martino, dove meritò un'altra medaglia d'argento). Tra le due campagne il 17° partecipò alla guerra di Crimea, e successivamente fu impegnato nelle operazioni di repressione del Brigantaggio postunitario in Calabria e nel Salernitano.

### Le due guerre mondiali (1915-1918 e 1939-1945)
Allo scoppio della prima guerra mondiale il Reggimento era di stanza ad Ascoli Piceno, costituito da tre battaglioni (I, II e III) ed un deposito; ogni battaglione era strutturato su quattro compagnie ed una sezione mitraglieri. Dal deposito del 17º avrà origine il 235º Reggimento fanteria. Nel corso della guerra era in linea sul Monte Sei Busi, sul Selz, sul Carso e a Trento.
Nel 1926 riprese il nome di 17º Reggimento fanteria "Acqui". Fu poi assegnato alla XIV Brigata di fanteria. Nella guerra d'Etiopia fornì ai reparti mobilitati otto ufficiali, undici sottufficiali e centosettantanove soldati. Nel 1939, per via della formazione delle divisioni binarie, entrò assieme al 18º fanteria e al 33º artiglieria nella 33ª Divisione fanteria "Acqui". Quando l'Italia entrò in guerra nel giugno 1940 il Reggimento si trovava in Piemonte, da dove iniziò l'offensiva in Francia, nella zona di Argentera. Nel 1941 venne trasferito nel fronte greco-albanese per combattere attorno Himara, Vunci e in val Shushiza. Terminati gli scontri in Jugoslavia si spostò, nel 1942, a Cefalonia, dove venne coinvolto negli scontri con i tedeschi dopo l'8 settembre 1943 e nel conseguente eccidio di Cefalonia. Venne sciolto il 25 settembre.

#### Comandanti (1926-1943)
- Colonnello Ernesto Cabiati
- Colonnello Gualtiero Gabutti
- Colonnello Carlo Spatocco
- Tenente colonnello Enea Panzoni (ad interim)
- Colonnello Pietro Bellei
- Tenente colonnello Enea Panzoni (ad interim)
- Colonnello Emilio Miani
- Tenente colonnello Enea Panzoni (ad interim)
- Colonnello Gualtiero Gabutti
- Tenente colonnello Gino Piccini (ad interim)
- Colonnello Silvio Belluzzi
- Colonnello Angiolo Tosi
- Colonnello Renato Comanducci
- Colonnello Amedeo Pederzini
- Colonnello Raffaele Delogu
- Colonnello Bruno Civoli
- Colonnello Ernesto Cessari

### Dopoguerra

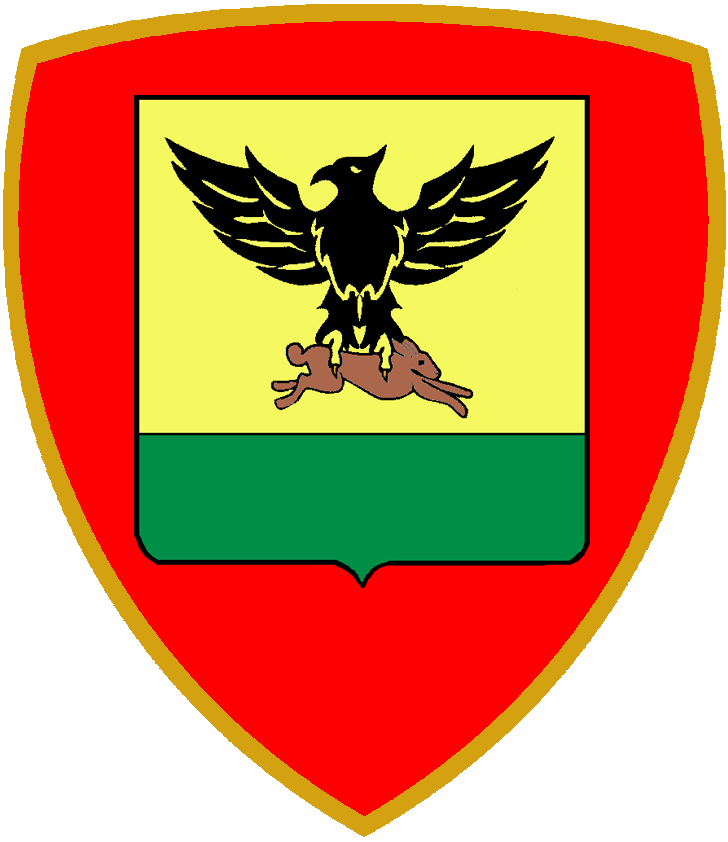
Scudetto della Brigata Motorizzata "Acqui", della quale il 17º fanteria fece parte fino a che non venne sciolta

Il 17º Reggimento viene ricostituito il 1º gennaio 1948 in forza alla Divisione "Granatieri di Sardegna"; venne sciolto il 30 settembre 1975 per dare vita al comando della Brigata motorizzata "Acqui" e con il I battaglione, dal 1º dicembre successivo, venne costituito il 17º Battaglione fanteria "San Martino", inquadrato nella Brigata "Acqui", che ne eredita anche la Bandiera. Il reparto fu posto in posizione "quadro" il 1º dicembre 1990, ma risultava ancora in vita il 10 marzo 1991 quale 17º Battaglione fanteria motorizzato "San Martino" e viene trasformato in meccanizzato il 1º ottobre successivo.
Nel corso del riordinamento dell'esercito, il 25 settembre 1992 il battaglione concorse alla ricostituzione del 17º Reggimento fanteria "Acqui" nella sede di Sora (provincia di Frosinone). Sciolta la Brigata meccanizzata "Acqui" il 17º ricevette il compito di formare i volontari dell'Esercito Italiano, dapprima in ferma breve (VFB), poi in ferma prefissata di un anno (VFP1) e dal 2023 volontario in ferma iniziale (VFI), venne posto alle dipendenze della Scuola sottufficiali dell'Esercito Italiano, con conseguente nuovo cambio degli ordinamenti. Inquadrato infine nella Scuola di Fanteria, dal 2004 il Reggimento è dislocato presso Capua (provincia di Caserta). Nel 2005 la città di Caserta ha conferito al 17º la cittadinanza onoraria per i servigi resi alla collettività.

## Riepilogo delle denominazioni
- Reggimento Desportes (Evian, Verrua, sedi varie, 1703-1739)
- Reggimento Audibert (Alessandria, Tortona, Cuneo, Fossano, Casale Monferrato, 1739-1746)
- Reggimento Monfort (Casale Monferrato, Cherasco, 1746-1769)
- Reggimento De Sury (1769-1774)
- Reggimento del "Chiablese" (1774-1794)
- Reggimento nazionale (1794-1796)
- Reggimento di "Alessandria" (1796-1798)
- 2ª Mezza brigata di linea nazione piemontese (1798-1814)
- Reggimento di "Alessandria" (Torino, 1814-1815)
- Brigata di "Alessandria" (1814-1821)
- Brigata di "Acqui" (Genova, Torino, Novara, Alessandria, 1821-1831)
- 1º Reggimento (Brigata "Acqui") (Nizza, Genova, Alessandria, 1831-1839)
- 17º Reggimento fanteria (Brigata "Acqui") (Torino, Cuneo, Chiavari, Bologna, Catanzaro, sedi varie, 1839-1871)
- 17º Reggimento fanteria "Acqui" (Milano, Parma, Foggia, Forlì, Verona, 1871-1881)
- 17º Reggimento fanteria (Brigata "Acqui") (Verona, Girgenti, Salerno, Udine, Rovereto, sedi varie, 1881-1926)
- 17º Reggimento fanteria "Acqui" (Gradisca, Cormons, Silandro, 1926-1943)
- 17º Reggimento fanteria "Acqui" (Roma, Sulmona, 1948-1975)
- 17º Battaglione fanteria "San Martino" (Sulmona, 1975-1990)
- 17º Battaglione fanteria motorizzato "San Martino" (Sora, 1991)
- 17º Battaglione fanteria meccanizzato "San Martino" (Sora, 1991-1995)
- 17º Reggimento addestramento volontari "Acqui" (Sora, 1995-2004 - Capua, 2004-oggi)

## Struttura
Il 17º Reggimento Fanteria "Acqui" è una componente della Scuola di Fanteria, che a sua volta dipende gerarchicamente dal Comando per la Formazione, Specializzazione e Dottrina dell' Esercito. È costituito da un comando di Reggimento e due battaglioni addestrativi, 1º battaglione "San Martino" e 2º battaglione "Salento", a sua volta suddivisi in quattro compagnie ciascuno (1ª “Cefalonia”, 2ª “Novara”, 3ª “Carso”, 4ª "Torino" e 5ª "Falchi", 6ª "Pegaso", 7ª "Tigre", 8ª "Aquile").

## Decorazioni alla bandiera di guerra
Nella sua storia il 17º Reggimento fanteria "Acqui" ha meritato le seguenti onorificenze alla bandiera:

## Decorati con la medaglia d'oro al valor militare
- Sinibaldo Vellei, da Ascoli Piceno, maresciallo, 1ª Guerra Mondiale, M. Sei Busi, 21 ottobre 1915.[8].
- Giovanni Maltese da Palermo, tenente colonnello trucidato a Cefalonia il 22 settembre 1943.
- Giovanni Amadio, da Controguerra, sottotenente di complemento caduto a Quota 244 di Pod Koriti, sul Carso il 19 agosto 1917.

## Descrizione dello stemma
Lo scudo araldico è inquartato: il primo d'oro all'aquila spiegata di nero caricata in cuore da uno scudetto ovale di rosso alla croce d'argento, simbolo dei Savoia; il secondo d'argento seminato di plinti di nero in palo e caricato da un leone di nero lampassato (con la lingua di uno smalto dal resto del corpo) ed armato di rosso (simbolo del Chiablese); il terzo di rosso alla croce d'argento; il quarto d'oro all'aquila spiegata di nero tenente negli artigli una lepre al naturale posta in fascia sopra una campagna di verde (simbolo della città di Acqui Terme). Il tutto abbassato al capo d'oro con il quartier franco d'argento alla croce di rosso (Cefalonia).
Come ornamenti esteriori sullo scudo appare una corona turrita d'oro, accompagnata sotto da nastri annodati nella corona, scendenti e svolazzanti in sbarra e in banda al lato dello scudo, rappresentativi delle ricompense al valore ottenute dal Reggimento. Il nastro con i colori dell'Ordine militare d'Italia è accollato alla punta dello scudo con l'insegna pendente al centro. Sotto lo scudo su lista bifida d'oro, svolazzante con la concavità rivolta verso l'alto, il motto "Aquensem legionem time".

## Insegne e simboli
- Il Reggimento indossa il fregio della Fanteria (composto da due fucili incrociati sormontati da una bomba con una fiamma dritta). Al centro nel tondino è riportato il numero "17".
- Mostreggiature: le mostrine del reggimento sono rettangolari di colore giallo con banda centrale nera; derivano dai risvolti e dalle guarniture (mostre) che ornavano le antiche uniformi sabaude, i cui colori cambiavano da reggimento a reggimento. Alla base della mostrina si trova la stella argentata a cinque punte bordata di nero, simbolo delle forze armate italiane.

## Persone legate al Reggimento
- Luigi Leonardo Colli
- Giovanni Maltese
- Carlo Alberto Rossi